# Pielachtaler Gscheid
Das Pielachtaler Gscheid (auch Türnitzer Gscheid) ist ein 841 m ü. A. hoher Gebirgspass im südlichen Niederösterreich, der das Pielachtal mit dem Traisental verbindet.
Ausgehend von der B 39 Pielachtal Straße, führt die wenig befahrene Landesstraße L 102 nach Schwarzenbach an der Pielach und weiter durch die Brunnrotte, wo die Straße teils mit bis zu 12%igen Steigungen auf die Passhöhe ansteigt und nach ebensolchen Gefälleabschnitten bis Türnitz führt, wo sie in die B 20 Mariazeller Straße einmündet. Beiderseits des Passes windet sich die Straße in wenigen Serpentinen, um den Sattel zu erreichen.